# Beagle-Harrier
Beagle-Harrier là một giống chó săn thuộc loại scenthound. Có nguồn gốc ở nước Pháp.

## Đặc điểm

### Ngoại hình

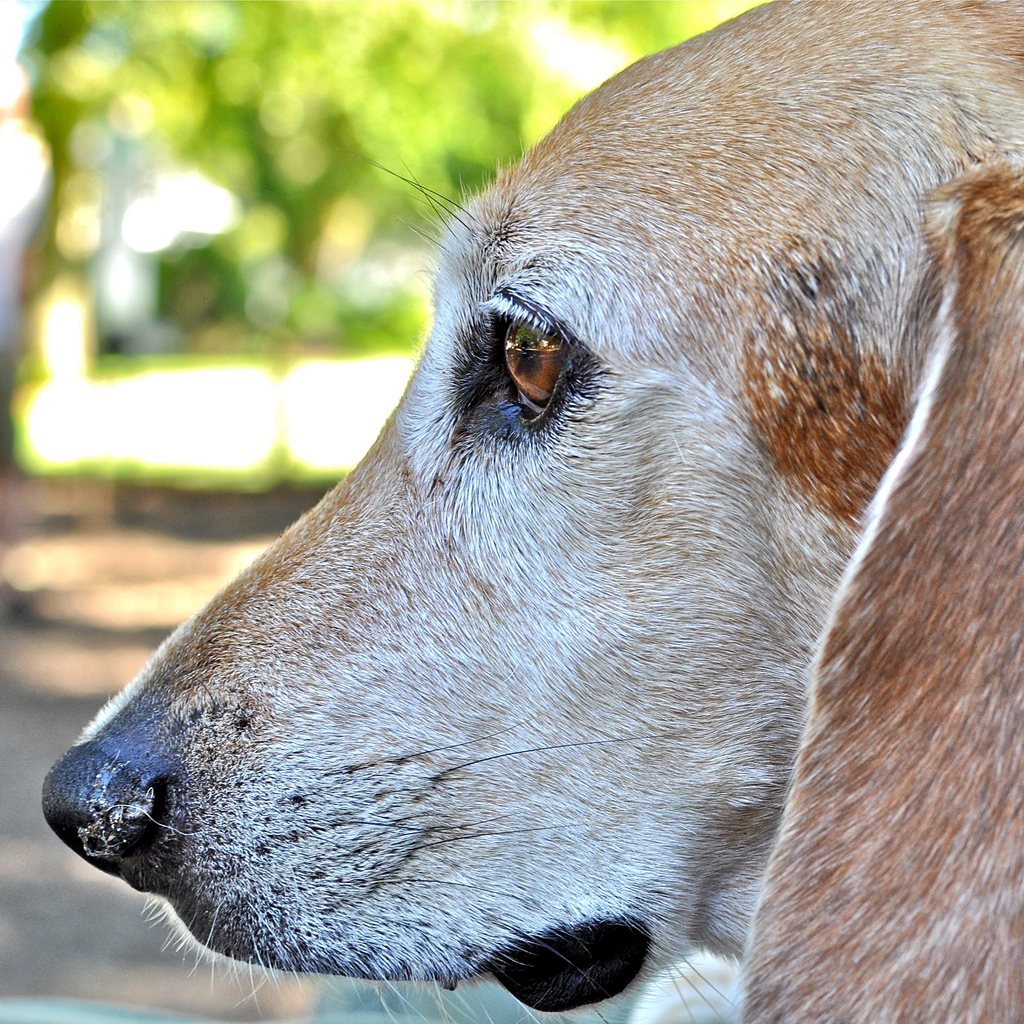
Chân dung Beagle-Harrier.

Giống chó Beagle-Harrier có ngoại hình giống Chó săn thỏ (Beagle) lớn và Harrier nhỏ. Có kích thước trung bình, cao khoảng 45–50 cm ở các vai, nặng khoảng 19–21 kg. Bộ lông của nó thường có ba màu, bao gồm màu vàng nhạt, đen, nâu hoặc trắng. Ngoài ra bộ lông còn có màu xám. Cơ thể Beagle-Harrier thường có cơ bắp và lớp lông mịn màng và dày.

### Tập tính
Beagle-Harrier nói chung là tốt với trẻ em và các vật nuôi khác. Chúng rất trung thành, quyết tâm và chúng có thể trở thành vật nuôi gia đình tốt. Vì chúng thuộc giống săn bắn nên cần đòi hỏi rất nhiều các bài tập thể dục và không gian cho chúng.

## Sức khỏe
Beagle Harrier nói chung rất khỏe mạnh và có tuổi thọ từ 12 đến 13 năm. Dị sản hông có thể gây ra một vấn đề lớn.

## Lịch sử
Giống Beagle-Harrier chưa có nguồn gốc rõ ràng;ban đầu chúng được lai tạo để săn thỏ và các động vật nhỏ khác. Chúng rất phổ biến ở Anh kể từ đầu thế kỷ 14 và sau đó được nhập khẩu vào Mỹ vào giữa những năm 1800 để săn thỏ.
Beagle-Harriers được lai tạo ở Pháp vào thế kỷ 19 bởi Baron Gerard. Beagle Harrier có thể là hỗn hợp của hai giống, Chó săn thỏ (Beagle) và Harrier. Nó được công nhận bởi Liên minh nghiên cứu chó quốc tế (FCI) vào năm 1974.
Beagle-Harrier bây giờ có thể hiếm khi được tìm thấy ở Pháp và thậm chí còn hiếm hơn ở các nước khác.